# Microsoft Combat Flight Simulator
Combat Flight Simulator (kurz CFS) ist eine Reihe von Flugsimulatoren der Softwarefirma Microsoft, die auf der jeweils aktualisierten Engine des bekannten Microsoft Flight Simulator basiert. Seit 1998 sind drei offizielle Teile des CFS erschienen, welche alle die Luftkämpfe während des Zweiten Weltkrieges zum Thema haben.

## Combat Flight Simulator (1998)
Im ersten Teil des CFS schlüpft der Spieler in die Rolle eines Piloten der deutschen Luftwaffe, der Royal Air Force (RAF) oder der US Army Air Forces (USAAF). In dieser Rolle hat er verschiedene Aufträge auszuführen, wie zum Beispiel Begleitschutz für Bomber fliegen, Bodenangriffe durchführen und feindliche Bomber bekämpfen.
Der erste CFS umfasste neben verschiedenen Einzelmissionen zwei Kampagnen: Zum einen die Luftschlacht um Großbritannien im Jahre 1940 und zum anderen die alliierte Bomberoffensive über Deutschland in den Jahren 1943 und 1944.
Bereits der erste Teil des Spiels verfügt über einen Mehrspielermodus über Netzwerk und Internet. Im Wesentlichen basierte die Engine des Spiels auf dem ein Jahr zuvor erschienenen Flight Simulator 98. Von Hobbyprogrammierern entwickelte Add-ons waren teilweise zu beiden Spielen kompatibel.
Die Idee zum ersten Teil des CFS geht auf den Plan zurück, ein Add-on für den Flight Simulator mit dem Titel Spitfire zu veröffentlichen, welches dem Spieler Luftkämpfe mit der titelgebenden Supermarine Spitfire erlauben sollte. Anstelle des Add-ons entschieden sich die Entwickler für ein vollwertiges Spiel, was jedoch auch dazu führte, dass sich das Spiel von Mitte 1997 auf Ende 1998 verschob.

## Combat Flight Simulator 2: World War II Pacific Theatre (2000)
Im zweiten Teil stehen die Kampfhandlungen des Weltkrieges im Pazifik im Vordergrund. Der Spieler wählt daher zwischen einer Beteiligung auf amerikanischer oder japanischer Seite.
Grundlage für das Spiel bildete die Engine des ebenfalls ein Jahr älteren Flight Simulator 2000. Im Gegensatz zum ersten Teil wurde hierbei die Engine jedoch stark modifiziert und verbessert, sodass zwischen CFS 2 und seinem zivilen Pendant keine Kompatibilität besteht.
Für die deutschsprachige Version des Spiels wurde der Untertitel in „Zweiter Weltkrieg: Kriegsschauplatz Pazifik“ übersetzt.
Für das Spiel erschienen einige, von Spielern erstellte, Erweiterungen.

## Combat Flight Simulator 3: Battle for Europe (2002)
Der CFS 3 kehrte zurück zum Kriegsschauplatz Europa, setzt aber erst Mitte 1943 ein. Das Spiel bot dabei dem Spieler – ähnlich wie der LucasArts-Klassiker Secret Weapons Of The Luftwaffe – die Möglichkeit, Flugzeuge zu fliegen, die im historischen Kriegsverlauf nicht mehr zum Einsatz kamen. Unter anderem waren die Dornier Do 335 und die Gotha Go 229 enthalten. Als neuen Spielmodus bot das Spiel anstelle linearer Kampagnen eine dynamische Kampagne, in der der Spieler Einsätze selber planen und durch sein strategisches Geschick den fiktiven Kriegsverlauf beeinflussen konnte.
Grundlage des Spiels war der Flight Simulator 2002. Auch hier fanden wieder starke Modifikationen der Engine statt.